# Cepola
Cepola is een geslacht van straalvinnige vissen uit de familie van lintvissen (Cepolidae). Het geslacht is voor het eerst wetenschappelijk beschreven in 1766 door Linnaeus.

## Soorten
- Cepola australis Ogilby, 1899
- Cepola haastii (Hector, 1881)
- Cepola macrophthalma (Linnaeus, 1758) – Rode lintvis
- Cepola pauciradiata Cadenat, 1950
- Cepola schlegelii Bleeker, 1854